# کالدونیای جدید
کالِدونیای جدید (انگلیسی: New Caledonia, فرانسوی: Nouvelle-Calédonie‎ مجموعه‌ای از جزایر تحت تملک فرانسه (از ۱۸۵۳) در اقیانوس آرام است. این جزایر در محدودهٔ ملانزی در جنوب باختری اقیانوس آرام قرار دارند.
کالدونیای نو از جزیرهٔ اصلی (Grande Terre)، جزیره‌های لویالتی و چند جزیرهٔ کوچک تشکیل شده است. جمعیت کالدونیای جدید برابر با ۲۸۵٬۰۰۰ نفر برآورد شده است.
دریادار جیمز کوک آن را در ۱۷۷۴ نامگذاری کرد. چرا که کوه‌های این جزیره او را به یاد اسکاتلند (در لاتین: کالدونیا) می‌انداخت.
کالدونیای جدید یک قلمرو نیمه‌خودمختار تحت حاکمیت فرانسه است. بر اساس توافق‌نامه نومئا که در سال ۱۹۹۸ امضا شد، دولت فرانسه همچنان کنترل دفاع، سیاست خارجی، نظم و قانون، سیاست پولی، و آموزش عالی و پژوهش را در اختیار دارد.
این قلمرو شامل جزیره اصلی گراند تر (که پایتخت آن، نومئا، در آن قرار دارد)، چهار جزیره لویالتی (اووه‌آ، لیفو، تیگا و مارِه)، مجمع‌الجزایر بِلِپ، جزیره پاینز و تعدادی جزایر دورافتاده است.
بر اساس سرشماری سال ۲۰۱۹، جمعیت کالدونیای جدید حدود ۲۷۰ هزار نفر است. حدود ۳۹ درصد از این جمعیت را بومیان کاناک تشکیل می‌دهند و بقیه شامل کالدونیایی‌های اروپایی‌تبار، پلی‌نزیایی و گروه‌های دیگری از جمله ویتنامی‌ها، اندونزیایی‌ها و الجزایری‌ها هستند.

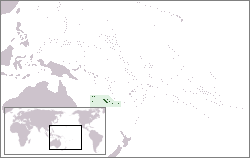

کالدونیای جدید به عنوان یک قلمرو فرادریایی فرانسه، تحت ریاست رئیس‌جمهور فرانسه قرار دارد و نماینده عالی دولت فرانسه در این منطقه مسئول اجرای سیاست‌های فرانسه است.
این سرزمین یکی از کشورهای فرادریایی و سرزمین‌های وابسته به اتحادیه اروپا (OCTs) محسوب می‌شود، اما عضو اتحادیه اروپا، منطقه یورو یا پیمان شنگن نیست.
کالدونیای جدید دارای یکی از بزرگ‌ترین ذخایر نیکل جهان است و حدود یک‌چهارم از ذخایر شناخته‌شده نیکل را در خود جای داده، که آن را به یکی از پیشروترین صادرکنندگان نیکل تبدیل کرده است. با این حال، نوسانات قیمت جهانی نیکل، هزینه‌های بالای استخراج و ناآرامی‌های اخیر چالش‌هایی برای این صنعت ایجاد کرده است.
علاوه بر این، گردشگری نیز یکی از بخش‌های مهم اقتصادی این منطقه است و بر گردشگری لوکس، طبیعت‌گردی و سفرهای دریایی تمرکز دارد. دولت کالدونیای جدید در تلاش است تا با تنوع‌بخشی به صادرات و افزایش یکپارچگی اقتصادی با منطقه اقیانوس آرام، اقتصاد این قلمرو را تقویت کند.

## تاریخ
ملانزی‌های بومی این سرزمین از نسل مردمان ساکن جزیرهٔ گینهٔ نو هستند که از ۵۰ هزار سال پیش به این جزایر کوچیدند.
در حدود ۱٬۵۰۰ سال پیش مردمان ملانزی ساکن جزایر شمال کالدونیای جدید، موسوم به لاپیتا به این جزایر آمدند. آن‌ها دریانوردانی ماهر بودند که از کشاورزی نیز آگاهی داشتند و بر منطقهٔ بزرگی در اقیانوس آرام تأثیر گذاشته‌اند. از قرن یازدهم میلادی پلی‌نزی‌ها هم به این جزیره آمده و با اهالی آن آمیختند. جیمز کوک در سال ۱۷۷۴ نخستین اروپایی بود که کالدونیای نو را دید. کالدونیای نو در سال ۱۸۵۳ مستعمرهٔ فرانسه شد و مهاجرت گسترده از اروپا به آن نیز از نیمهٔ دوم قرن نوزدهم آغاز شد.

## نام
کالدونیا نام سرزمین اسکاتلند در زبان لاتین است. جیمز کوک دریانورد انگلیسی در سال ۱۷۷۴ وقتی برای نخستین بار جزیرهٔ اصلی کالدونیای جدید را دید، این نام را به آن داد. چرا که تپه‌های آن او را به یاد کوه‌های اسکاتلند می‌انداخت. او جزیره‌ای که در شمال آن قرار داشت (وانواتو کنونی) را نیز با توجه به جزیره‌ای که در شمال اسکاتلند قرار دارد؛ «نیو هبردی» نامید

کاناکی (Kanaky) نام دیگر این جزیره است که در فرانسوی، انگلیسی و زبان‌های محلی و به‌ویژه توسط ملی‌گرایان ملانزی به‌کار می‌رود. این واژه در زبان‌های پولینزی به معنی «انسان» یا «مردم» است. 

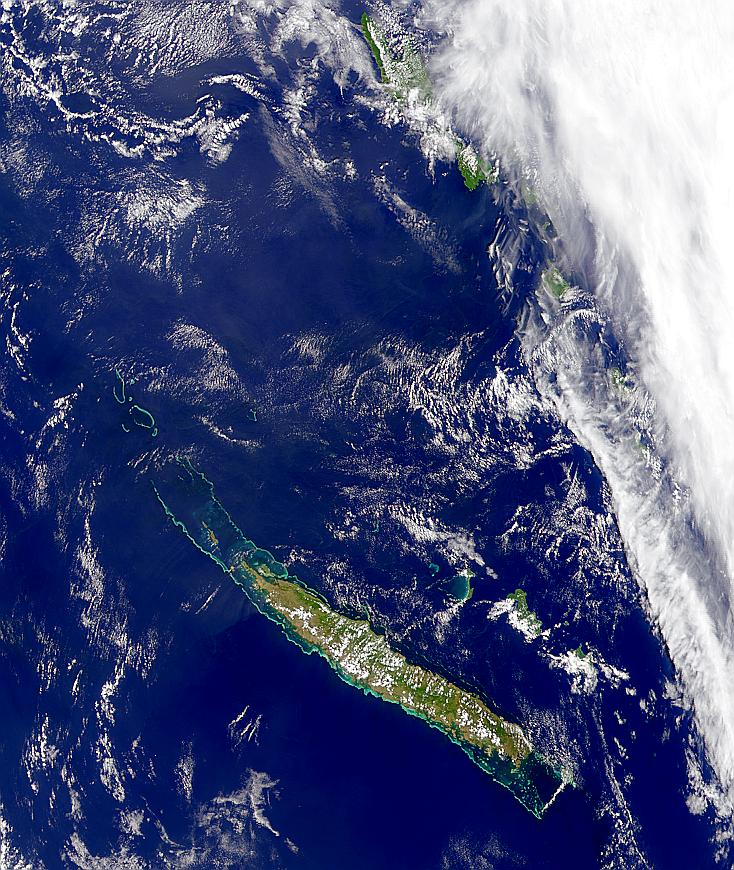
کالدونیای نو از فضا

## جغرافیا
این جزایر در محدودهٔ ملانزی در جنوب غربی اقیانوس آرام قرار دارند.
مساحت کالدونیای جدید که از یک جزیرهٔ اصلی و تعدادی جزیرهٔ کوچک تشکیل یافته ۱۸٬۵۷۵ کیلومتر مربع (تقریباً نصف تایوان) است و برآورد رسمی ژانویهٔ ۲۰۰۷ جمعیت آن را ۲۴۴ هزار نفر تخمین زده است.
بزرگ‌ترین شهر و مرکز کالدونیای جدید نومئا است که دبیرخانهٔ سازمان منطقه‌ای جامعهٔ اقیانوسیه نیز در آن قرار دارد. کد تلفنی کالدونیای جدید ۰۰۶۸۳ و پسوند اینترنتی آن nc است.
کالدونیای جدید در سال ۱۹۸۶ در فهرست مناطق غیر خودمختار سازمان ملل قرار گرفت. با توجه به اختلاف نظر در مورد باقی‌ماندن این جزیره در حکومت فرانسه یا استقلال آن، در نوامبر ۲۰۱۸ یک همه‌پرسی برگزار شد و اکثریت مردم این جزیره به باقی‌ماندن در تحت حاکمیت فرانسه رأی دادند.
پس از سال ۲۰۱۸ دوباره در سال ۲۰۲۱ همپرسی استقلال برگزار شد با وجود تحریک مردم توسط گروه‌های استقلال طلب باز هم مردم به‌طور قاطع به باقی ماندن کالدونیای نو زیر حاکمیت فرانسه رای دادند.

## تقسیمات

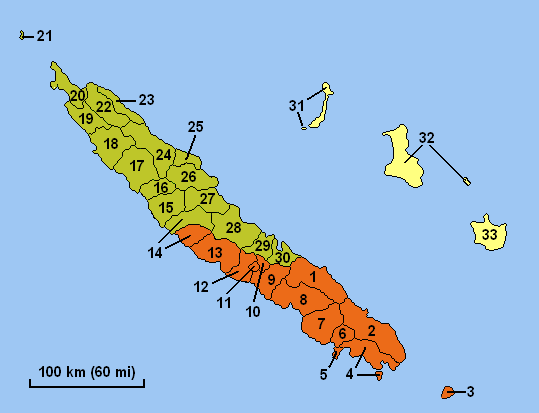
سبز استان شمالی، نارنجی استان جنوبی، زرد استان جزایر لویالتی

| - Thio - Yaté - L'Île-des-Pins - Le Mont-Dore - Nouméa - Dumbéa - Païta - Bouloupari - La Foa - Sarraméa - Farino - Moindou - Bourail - Poya | - Poya - Pouembout - Koné - Voh - Kaala-Gomen - Koumac - Poum - Belep - Ouégoa - Pouébo - Hienghène - Touho - Poindimié - Ponérihouen - Houaïlou - Kouaoua - Canala | - Ouvéa - Lifou - Maré |  |

## جمعیت

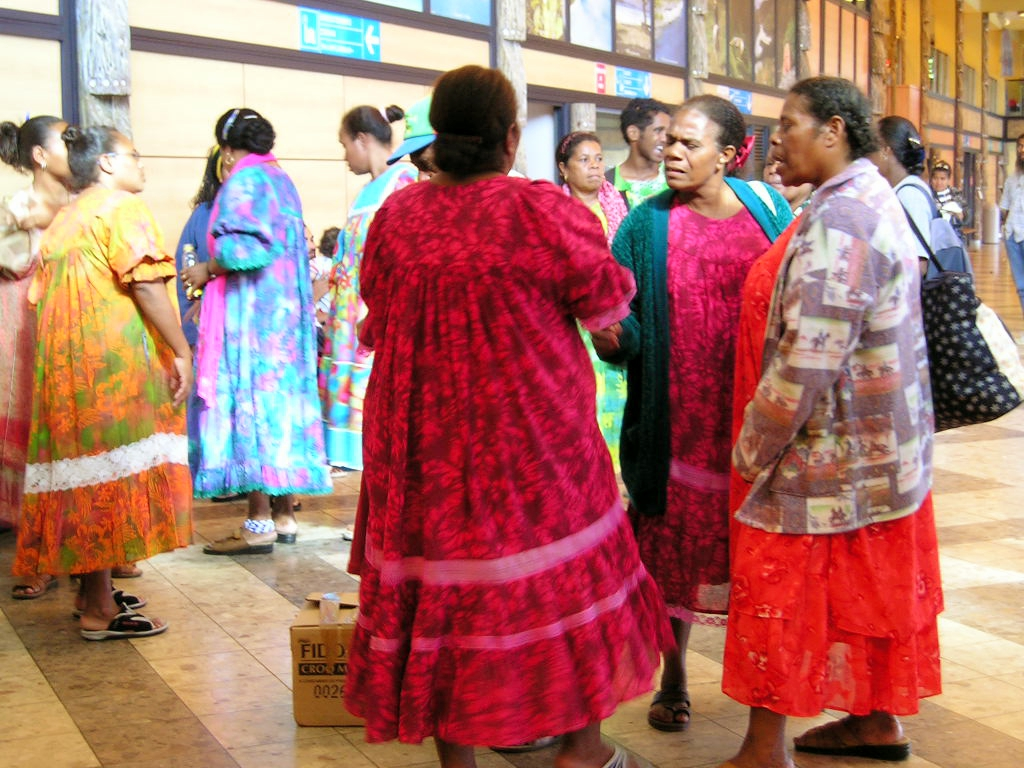
گروهی از زنان کاناک از کالدونیای جدید (فرانسه).

بر اساس سرشماری رسمی سال ۱۹۹۶ بومیان پلی‌نزی (کاناک‌ها) این جزیره ۴۴٫۶٪ از جمعیت آن را تشکیل می‌دهند. ساکنان دیگر این جزیره نیز مردمانی هستند که در ۱۵۰ سال اخیر به آن کوچ کرده‌اند.

## ساختار جمعیتی
- اروپایی‌ها: ۳۵٫۴٪ (بیشتر فرانسوی، به همراه اقلیت‌های آلمانی، بریتانیایی و ایتالیایی)
- پلی‌نزی‌های والیسی و تاهیتی: ۱۱٫۸٪
- اندونزی‌ایی‌ها: ۲٫۶٪
- ویتنامی‌ها: ۱٫۴٪
- نی-وانواتویی‌ها: ۱٫۲٪
- اقلیت‌های دیگر: ۳٫۹٪ (فیلیپینوها، مالاباری‌ها، هندی‌ها، تامیل‌ها، سریلانکایی‌ها، بنگال‌ها، چینی‌ها، ژاپنی‌ها، اهالی هند غربی (بیشتر هائیتی)، اهالی فیجی، اعراب و آفریقایی‌ها)

## زبان
همانند سایر مناطق فرانسه در کالدونیای نو نیز فرانسوی زبان رسمی است. ۹۷٪ مردم بالای ۱۴ سال جزایر کالدونیای نو قادر به خواندن، نوشتن و صحبت کردن به فرانسه هستند و در حدود ۶۵٪ جمعیت بالای ۲۰ سال آن دارای تحصیلات دانشگاهی می‌باشند. ۳۷/۱٪ از مردم بالای ۱۴ سال نیز می‌توانند به یکی از ۲۸ زبان محلی این جزایر صحبت کنند.

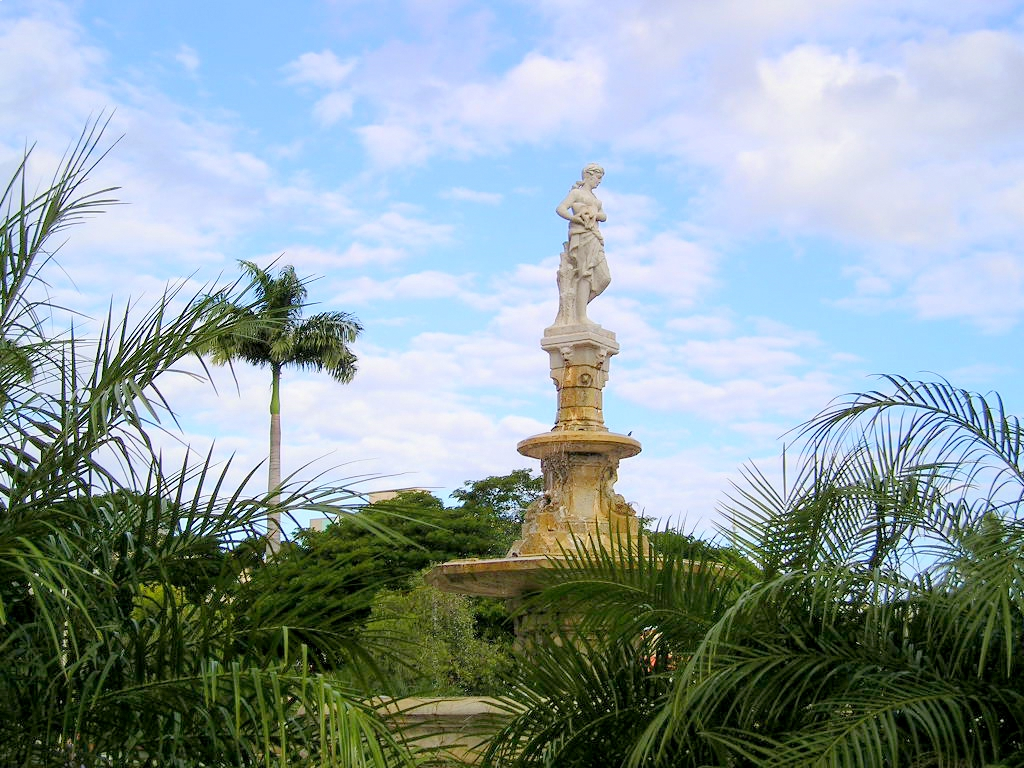
فوارهٔ Celeste Noumea

## مذهب
حدود ۹۰٪ اهالی کالدونیای جدید مسیحی هستند. دوسوم آن‌ها پیرو آئین پروتستان و یک‌سوم کاتولیک هستند. اقلیت مسلمان و بهائی نیز در این کشور حضور دارند.

### شاخص‌های بهداشتی و جمعیتی
بیشتر این شاخص‌ها مربوط به سال ۲۰۰۵ می‌شوند:
- رشد جمعیت: ۱/۸۴٪ (بین سال‌های ۲۰۰۰ تا ۲۰۰۶: ۱/۹۱٪)
  - نرخ زاد و ولد: ۱۷/۲ در هزار نفر
  - نرخ مرگ و میر: ۴/۹ در هزار نفر
- میانگین باروری: ۲/۲۰ کودک برای هر زن
- مرگ‌ومیر نوزادان زیر یک‌سال: ۷/۵۷ مرگ در هزار تولد زنده

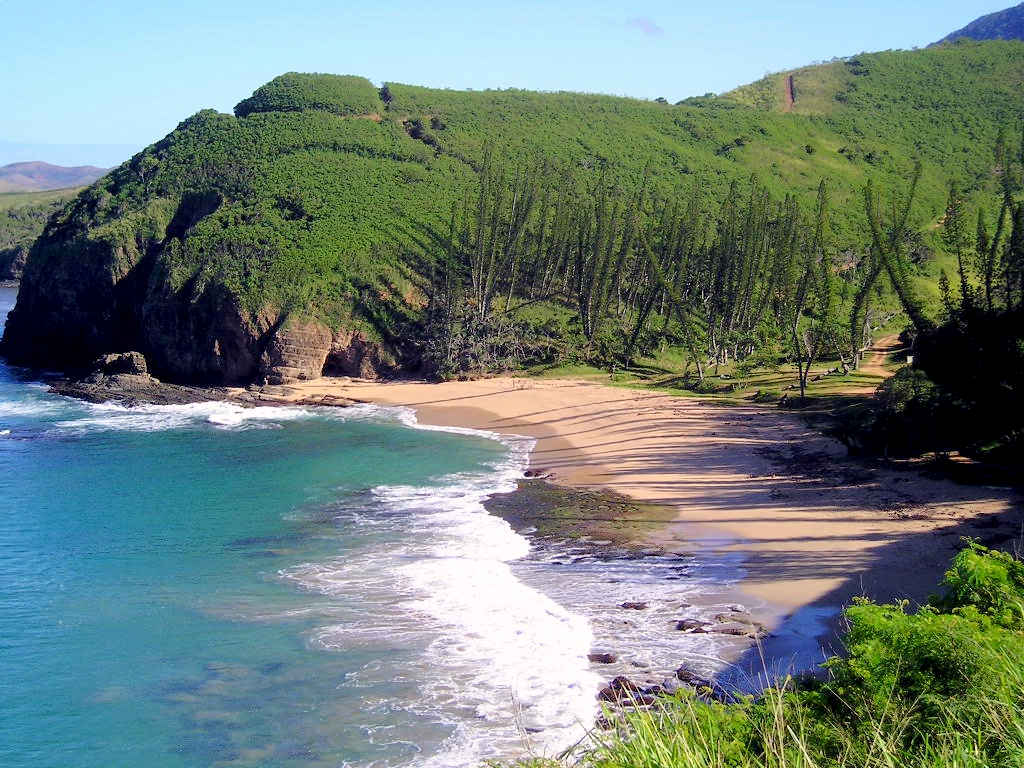
خلیج لاک‌پشت

  - دختر: ۶/۸۳ در هزار
  - پسر: ۸/۲۷ در هزار
- نرخ مهاجرت: ۵/۶۲+ در ۱۰۰ هزار نفر
- امید به زندگی: ۷۵/۲ سال
  - مردان: ۷۱/۹ سال
  - زنان: ۷۸/۶ سال

## اقتصاد
خاک کالدونیای جدید غنی از ذخایر زیرزمینی است، حدود یک‌چهارم ذخیره نیکل دنیا در این کشور واقع است. از این رو استخراج معادن صنعتی مهم و سودآور در این کشور است. از سوی دیگر حفر و بهره‌برداری بی‌رویه از معادن آسیب‌هایی را به اکوسیستم قدیمی و میراث طبیعی این سرزمین وارد کرده است.
در سال ۲۰۰۷ تولید ناخالص داخلی این کشور حدود ۸٫۸۲ میلیارد دلار آمریکا بوده که این کشور را چهارمین اقتصاد بزرگ اقیانوسیه پس از استرالیا، نیوزیلند و هاوایی می‌کند. درآمد سرانه مردم کالدونیای جدید نیز ۳۶٫۳۷۶ دلار است که پائین‌تر از استرالیا و هاوایی و بالاتر از نیوزیلند است.
صادرات کالدونیای جدید در سال ۲۰۰۷ حدود ۲٫۱۱ میلیارد دلار بوده که ۹۶٫۳٪ آن را فلزات و دیگر مواد معدنی شامل می‌شود. واردات این کشور در همین سال ۲٫۸۸ میلیارد دلار بوده که ۲۶٫۶٪ آن از فرانسه، ۱۶٫۱٪ از دیگر کشورهای اروپایی، ۱۳٪ از سنگاپور (بیشتر سوخت) ۱۰٫۷٪ از استرالیا، ۴٪ از نیوزیلند، ۳٫۲٪ از آمریکا، ۳٪ از ژاپن و ۲۲٫۷ از دیگر کشورها می‌آمده است.

## ورزش

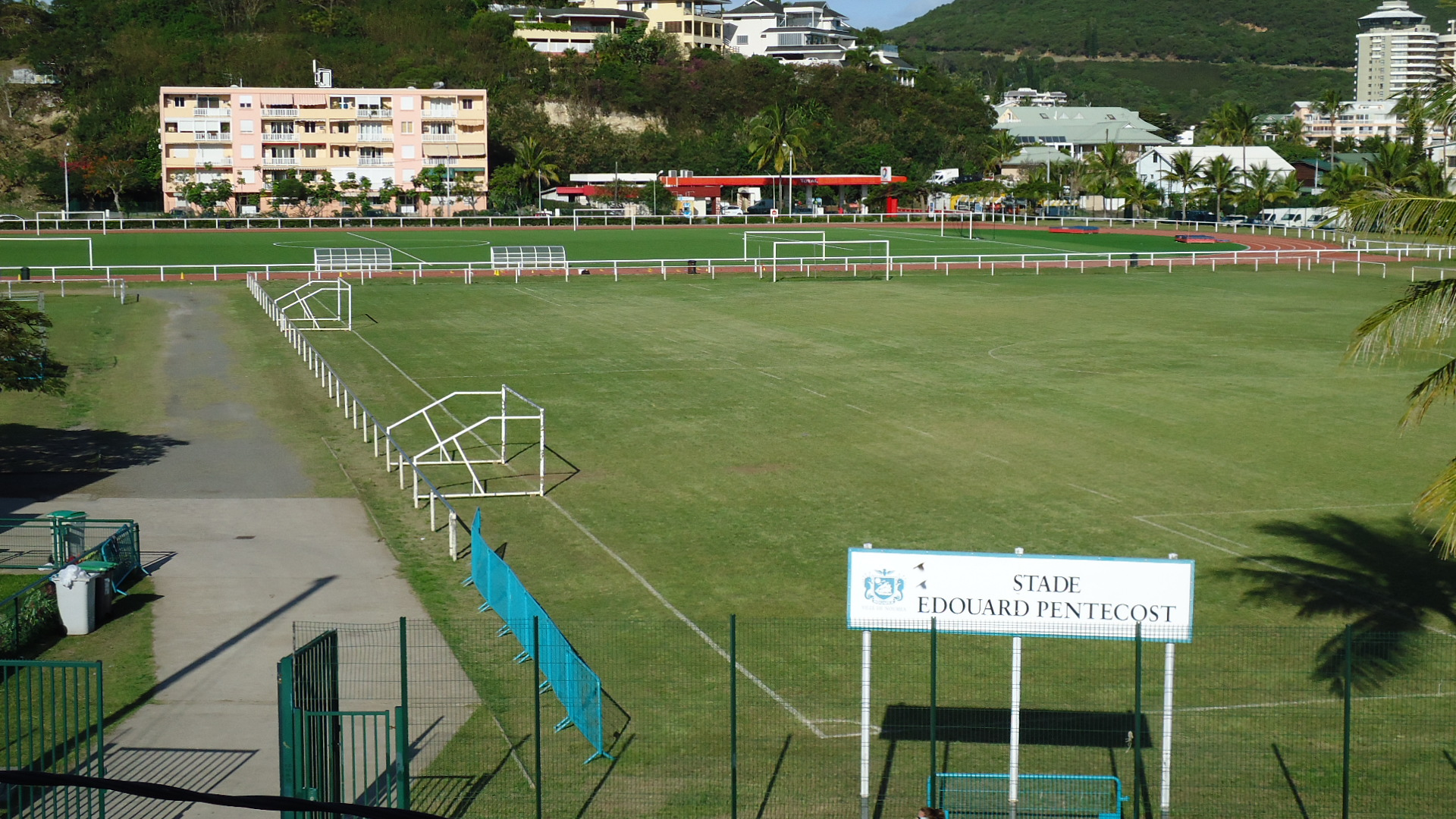
کالِدونیای جدید یا کالِدونیای نو

راگبی ۱۳ نفره ورزش ملی کالدونیای جدید است. در سال ۲۰۰۳ باشگاه‌ها و فدراسیون راگبی ۱۵ نفره این جزیره از اتحادیه راگبی جدا و به لیگ راگبی پیوستند و در نتیجه راگبی لیگ مهم‌ترین رشته ورزشی در این جزیره شد.
تیم ملی فوتبال کالدونیای جدید نیز در مسابقات بین‌المللی فوتبال قاره اقیانوسیه شرکت می‌کند.

### فرانسوی
- وبگاه رسمی
- وبگاه اندمیا «پراکندگی زیستی» نیوکالدونیا
- مقایسه وضعیت گذشته و امروز مناطق آن سوی آب فرانسه
- وبگاه گردشگری در نیوکالدونیا
- تصاویری از کالدونیای جدید

### انگلیسی
- نیوکالدونیا در سیا ورلد فکت‌بوک
- اطلاعات عمومی در مورد استان‌ها و شهرها
- نیوکالدونیا در وبگاه سیاره تنها